# دوري كرة القدم السلوفيني الدرجة الثانية 1997–98
دوري كرة القدم السلوفيني الدرجة الثانية 1997–98 (بالإيطالية: Druga slovenska nogometna liga 1997-1998)‏ هو الموسم 7 من دوري كرة القدم السلوفيني الدرجة الثانية ‏. أشرف على تنظيمه اتحاد سلوفينيا لكرة القدم، وكان عدد الأندية المشاركة فيه 16، وفاز فيه تريغلاف كران ‏.